# Maria de Arburu
María de Arburu (†Logroño,1 de noviembre de 1610) Supuesta "bruja" navarra, muerta en la hoguera tras un auto de fe. Es una de las "brujas de Zugarramurdi".

## Biografía
Estuvo casada con el molinero Juanes de Martirena. Fue detenida por orden del inquisidor Juan del Valle Alvarado en 1609. Se le imputaba haber realizado actos de brujería y participación en los akelarres de Zugarramurdi. Fue interrogada por el Santo Oficio en Logroño. De los siete mil acusados en los procesos a la "brujería vasca", entre 1609 y 1614, fueron seis los ejecutados: ella y Domingo de Subildegui, María de Echachute, Graciana Xarra, Maria Baztan de Borda, y Petri de Joangorena. Fueron ejecutados por negarse a admitir la imputación y pedir perdón. La acusación fue privada, fueron numerosos los testigos que los acusaron. Alguno, incluso, llegó a sostener que María habría sucedido a Graciana de Barrenechea como "reina del akelarre".